# Aicha vorm Wald
Aicha vorm Wald est une commune de Bavière (Allemagne), située dans l'arrondissement de Passau, dans le district de Basse-Bavière.

## Architecture
- Église Saint-Pierre-et-Saint-Paul (baroque tardif), construite en 1726-1737 par Jakob Pawanger
- Presbytère construit en 1730 par Jakob Pawanger
- Château d'Aicha vorm Wald, XIVe siècle-XVIIe siècle